# ミルキィホームズ・アワー
『ミルキィホームズ・アワー』は、2014年2月7日から10月10日までHiBiKi Radio Stationで放送していたインターネットラジオ番組。

## 概要
声優などさまざまな活動を展開する三森すずこ、徳井青空、佐々木未来、橘田いずみの4名がメインパーソナリティを務めるトーク番組である。4名は声優ユニットとして「ミルキィホームズ」を構成するメンバーでもある。毎回、この4名を中心にして、さまざまな企画に挑戦する番組である。

## 放送の形態
この番組を制作するブシロードメディアにより運営されるウェブサイト「HiBiKi Radio Station」にて、ストリーミング形式で配信されている。
2014年3月までは隔週金曜日の配信だったが、4月からは毎週金曜日の配信となった。

## 関連番組
2013年12月27日まで響にて放送されていた『ラジオ ふたりはミルキィホームズ』とは入れ替わりで、当番組が放送されることになった。隔週放送へと変更となり、これまで番組中のミニコーナーにて放送されていた『あいみ あやさのミルキィホームズフェザーズタイム』は、毎月第一金曜日更新の別番組として放送されるようになった。

## 番組の内容
これまでに引き続き、三森すずこ、徳井青空、佐々木未来、橘田いずみがメインパーソナリティを務める。フリートークの他は番組内容をリニューアルし、下記のコーナーの他にメンバー4人の個人的な情報をクイズにして公開する「ミルキィなんでもクイズ」が加わった。

## コーナー
ベスト・オブ・ミルキィ・ソングス
メンバーがミルキアンと一緒に「○○な時に聞きたい曲」「○○にぴったりな曲」を作るコーナー
独自編集！ミルラジブック！
面白そうな物や過去の企画で面白かった物を入れて番組本を作ろう！のコーナー

## パーソナリティ
- 三森すずこ（シャーロック役）
- 徳井青空（ネロ役）
- 佐々木未来（エリー役）
- 橘田いずみ（コーデリア役）

## ラジオCD
- 『「ミルキィホームズ・アワー&フェザーズタイム」vol.1』響、2014年5月28日。
  - DISC1 「ミルキィホームズ・アワー」新規録りおろし特別版
  - DISC2 「フェザーズタイム」新規録りおろし特別版
  - DISC3 「ミルキィホームズ・アワー」通常配信回　第1回～第4回、「フェザーズタイム」プレ配信回第1回～2回、通常配信回　第1回～第2回

- 『「ミルキィホームズ・アワー&フェザーズタイム」vol.2』響、2014年9月24日。
  - DISC1 「ミルキィホームズ・アワー&フェザーズタイム」新規録りおろし特別版
  - DISC2 「ミルキィホームズ・アワー」通常配信回　第5回～第14回、「フェザーズタイム」通常配信回　第3回～第5回